# ベルカル
ベルカルもしくはベルカリウスもしくはベルタル (ドイツ語: Berchar, Bercharius, Berthechar　フランス語: Berchaire　英語: Berthar　生年不詳 - 688年/689年) は、ネウストリアとブルグンディアの宮宰（686年 - 687年）。ワラトーの後継者で、その娘アンストルデと結婚した。
ワラトーはアウストラシア宮宰ピピン2世と和平を結んでいた。しかしベルカルはこの政策を放棄して、テウデリク3世と結び687年にアウストラシアに侵攻したが、テルトリーの戦いで敗北した。2人はパリに撤退したが、多くの兵はテルトリーに近いペロンヌやサン＝カンタンの修道院に逃れた。これを捕捉ピピン2世は、ベルカルが宮廷を離れることなどの和平を強い、二国の宮宰位を獲得した。その後、ベルカルは諍いから継母のアンスフレッドを殺害し、逃亡した。残された妻はピピン2世の息子のシャンパーニュ公ドロコと再婚した。
ベルタルは688年の秋もしくは689年の初頭に死去した。